# 舞阪郵便局
舞阪郵便局（まいさかゆうびんきょく）は静岡県浜松市中央区にある郵便局。民営化前の分類では集配普通郵便局であった。

## 概要
住所：〒431-0299 静岡県浜松市中央区舞阪町浜田195
1871年（明治4年）の郵便制度発足にあたり東海道の各宿場に設けられた郵便取扱所を前身とする、日本で最も歴史ある郵便局の一つである。
民営化直前の集配業務再編において、多くの集配普通郵便局は統括センターとなったが、当局は配達センターとされたため、民営化後も郵便事業株式会社の支店は併設されず、集配センターが併設された。

## 沿革
- 1871年4月20日（明治4年3月1日） - 日本の近代郵便制度の創設とともに舞阪郵便取扱所として開設[1]。
- 1875年（明治8年）1月1日 - 舞阪郵便局（五等）となる。
- 1885年（明治18年）10月1日 - 貯金取扱を開始。
- 1891年（明治24年）12月1日 - 為替取扱を開始。
- 1900年（明治33年）9月1日 - 舞阪郵便電信局となる。
- 1903年（明治36年）4月1日 - 通信官署官制の施行に伴い舞阪郵便局となる。
- 1966年（昭和41年）7月23日 - 電話交換および和文電報配達事務を、舞阪電報電話局に移管[2]。
- 1970年（昭和45年）8月15日 - 特定郵便局から普通郵便局に局種別改定。
- 2000年（平成12年）8月14日 - 外国通貨の両替および旅行小切手の売買に関する業務取扱を開始。
- 2007年（平成19年）10月1日 - 民営化に伴い、併設された郵便事業浜松西支店舞阪集配センターに一部業務を移管。
- 2012年（平成24年）10月1日 - 日本郵便株式会社発足に伴い、郵便事業浜松西支店舞阪集配センターを舞阪郵便局に統合。

## 取扱内容
- 郵便、印紙、ゆうパック、内容証明
- 貯金、為替、振替、振込、国際送金、国債、投資信託
- 生命保険、バイク自賠責保険、自動車保険
- ゆうちょ銀行ATM
- 浜松市中央区内の一部地域の集配業務

## 周辺
- 舞童夢（浜松市舞阪総合体育館）
- 浜松市立舞阪図書館
- 浜松市立舞阪中学校
- 浜名湖
- 国道1号

## アクセス
- JR東海道本線 舞阪駅から南西へ約1.3km（徒歩約15分）
- 遠鉄バス 12浜名線「馬郡車庫」バス停より徒歩約15分
- 東名高速道路 浜松西ICから南西へ約13km、浜名バイパス 馬郡ICから北西へ約1.5km
- 駐車場あり：5台